# Christian Ingerslev Baastrup
Christian Ingerslev Baastrup (født 24. januar 1885 i København, død 24. oktober 1950 samme sted) var en dansk læge, der specialiserede sig inden for radiologi. Sygdommen Morbus Baastrup er opkaldt efter ham.